# Movimento circular
Um movimento circular, na mecânica clássica, é aquele em que um objeto ou ponto material se desloca numa trajetória circular. Uma força centrípeta muda de direção o vetor velocidade, sendo continuamente aplicada para o centro do círculo. Esta força é responsável pela chamada aceleração centrípeta, orientada para o centro da circunferência–trajectória. Pode haver ainda uma aceleração tangencial, que obviamente deve ser compensada por um incremento na intensidade da aceleração centrípeta a fim de que a trajectória não deixe de ser circular.
O movimento circular é classificado, de acordo com a ausência ou a presença de aceleração tangencial, em movimento circular uniforme (MCU) e movimento circular uniformemente variado (MCUV).

## Propriedades e equações
Uma vez que é preciso analisar propriedades angulares mais do que as lineares, no movimento circular são introduzidas propriedades angulares como deslocamento angular, velocidade angular e aceleração angular e centrípeta. No caso do MCU, existe ainda o período {\displaystyle T}, que é propriedade também utilizada no estudo dos movimentos periódicos.

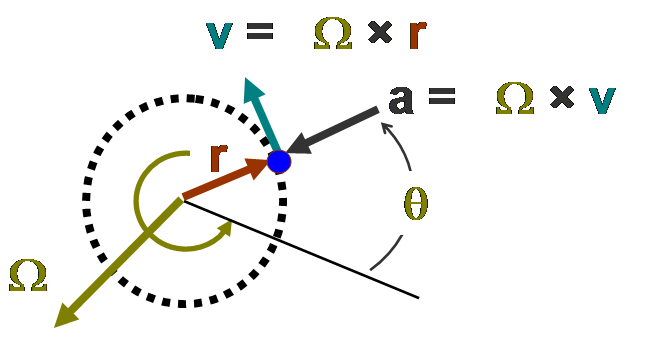
Relações vetoriais no movimento circular. O vetor Ω representando a rotação é perpendicular ao plano da órbita.

O deslocamento angular (indicado por {\displaystyle \,\!\theta }) se define de modo similar ao deslocamento linear. Porém, ao invés de considerarmos um vetor deslocamento, consideramos um ângulo de deslocamento. Há um ângulo de referência, adotado de acordo com o problema. O deslocamento angular não precisa se limitar a uma medida de circunferência ({\displaystyle \,\!2.\pi }); para quantificar as outras propriedades do movimento circular, será preciso muitas vezes um dado sobre o deslocamento completo do móvel, independentemente de quantas voltas ele fez sobre a circunferência. Se {\displaystyle \,\!\theta } for expresso em radianos, temos a relação:
{\displaystyle \theta .R\,\!=s}, onde {\displaystyle \,\!R} é o raio da circunferência e {\displaystyle \,\!s} é o deslocamento linear.
Pegue-se a velocidade angular instantânea (indicada por {\displaystyle \,\!\omega }), por exemplo, que é a derivada do deslocamento angular pelo intervalo de tempo infinitesimal que dura esse deslocamento:
{\displaystyle \omega ={\frac {d\theta }{dt}}}
A unidade é o radiano por segundo. Novamente há uma relação entre propriedades lineares e angulares:
{\displaystyle \,\!v=\omega .R}, onde {\displaystyle \,\!v} é a velocidade linear.

## Movimento circular uniformemente variado
Por fim a aceleração angular (indicada por {\displaystyle \,\!\gamma }), somente no MCUV, é definida como a derivada da velocidade angular instantânea pelo intervalo tempo infinitesimal  em que a velocidade varia:
{\displaystyle \gamma ={\frac {d\omega }{dt}}}
A unidade é o radiano por segundo, ou radiano por segundo ao quadrado. A aceleração angular guarda relação somente com a aceleração tangencial {\displaystyle \alpha } e não com a aceleração centrípeta:
{\displaystyle \,\!\gamma .R=\alpha }, onde {\displaystyle \,\!\alpha } é a aceleração tangencial.
Como fica evidente pelas conversões, esses valores angulares não são mais do que maneiras de se expressar as propriedades lineares de forma conveniente ao movimento circular. Uma vez quer a direção dos vectores deslocamento, velocidade e aceleração modifica-se a cada instante, é mais fácil trabalhar com ângulos. Tal não é o caso da aceleração centrípeta, que não encontra nenhum correspondente no movimento linear.
Surge a necessidade de uma força que produza essa aceleração centrípeta, força que é chamada analogamente de força centrípeta, dirigida também ao centro da trajetória. A força centrípeta é aquela que mantém o objecto em movimento circular, provocando a constante mudança da direcção do vector velocidade.
A aceleração centrípeta é proporcional ao quadrado da velocidade angular e ao raio da trajectória:
{\displaystyle \,\!a_{cp}=\omega ^{2}.R}f   (A demonstração desta fórmula encontra-se no artigo aceleração centrípeta.)
A função horária de posição para movimentos circulares, e usando propriedades angulares, assume a forma:
{\displaystyle \theta =\theta _{0}+\omega _{0}.t+{\frac {\gamma .t^{2}}{2}}}, onde {\displaystyle \,\!\theta _{0}} é o deslocamento angular no início do movimento.
É possível obter a velocidade angular a qualquer instante {\displaystyle \,\!t}, no MCUV, a partir da fórmula:
{\displaystyle {\omega }^{2}={{\omega }_{0}}^{2}+2.\gamma .\Delta \varphi }
Para o MCU define-se período T como o intervalo de tempo gasto para que o móvel complete um deslocamento angular em volta de uma circunferência completa ({\displaystyle \,\!2.\pi }). Também define-se frequência (indicada por f) como o número de vezes que essa volta é completada em determinado intervalo de tempo (geralmente 1 segundo, o que leva a definir a unidade de frequência como ciclos por segundo ou hertz). Assim, o período é o inverso da frequência:
{\displaystyle \,\!T=f^{-1}}
Por exemplo, um objecto que tenha velocidade angular de 3,14 radianos por segundo tem período aproximadamente igual a 2 segundos, e frequência igual a 0,5 hertz.

## Transmissão do movimento circular
Muitos mecanismos utilizam a transmissão de um cilindro ou anel em movimento circular uniforme para outro cilindro ou anel. É o caso típico de engrenagens e correias acopladas as polias.
Nessa transmissão é mantida sempre a velocidade linear, mas nem sempre a velocidade angular. A velocidade do elemento movido em relação ao motor cresce em proporção inversa a seu tamanho. Se os dois elementos tiverem o mesmo diâmetro, a velocidade angular será igual; no entanto, se o elemento movido for menor que o motor, vai ter velocidade angular maior.
Como a velocidade linear {\displaystyle \,\!v} é mantida, e {\displaystyle \,\!v=\omega .R}, então:
{\displaystyle \,\!{\omega }_{motor}.R_{motor}={\omega }_{movido}.R_{movido}}

## Exemplos
O movimento circular ocorre quando em diversas situações que podem ser tomadas como exemplo:
- Uma pedra fixada a um barbante e colocada a girar por uma pessoa descreverá um movimento circular uniforme.
- Discos de vinil rodam nas vitrolas a uma frequência de 33 ou 45 rotações por minuto, em MCU.
- Engrenagens de um relógio de ponteiros devem rodar em MCU com grande precisão, a fim de que não se atrase ou adiante o horário mostrado.
- Uma ventoinha em movimento.
- Satélites artificiais descrevem uma trajetória aproximadamente circular em volta do nosso planeta.
- A translação aproximada, para cálculos muito pouco precisos, da Lua em torno do planeta Terra (a excentricidade orbital da Lua é de 0,0549).
- O movimento de corpos quando da rotação da Terra, como por exemplo, um ponto no equador, movendo-se ao redor do eixo da Terra aproximadamente a cada 24 horas.